# 6’eren
6’eren ist ein privater dänischer Fernsehsender, der am 1. Januar 2007 als SBS Net auf Sendung ging und nach einer Umbenennung am 1. Januar 2009 als 6’eren auf Sendung ist. Neben 6’eren betreibt der Eigentümer Warner Bros. Discovery in Dänemark noch die Sender Kanal 4, Kanal 5 und Canal 9.
Das Programmangebot des Senders ist auf ein männliches Publikum ausgerichtet und umfasst Serien, Sitcoms, Filme und Dokumentationen.

## Sendungen
- Battlestar Galactica
- Chaos City
- Heroes
- Law & Order
- Law & Order: New York
- MythBusters – Die Wissensjäger
- Stargate SG-1
- The FBI Files
- Video Justice

## Senderlogos

Logo von 2009 bis 2015
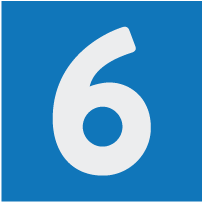
Logo von 2015 bis 2024
Logo seit 15. Januar 2024